# Tácticas de fútbol

Ejemplo de formación 4-4-2 en línea

Las tácticas de fútbol, son una serie de ordenamientos y parámetros elaborados por el comando técnico de un determinado equipo teniendo en cuenta las habilidades individuales y habilidades de juego en equipo necesarias para jugar un fútbol efectivo. El fútbol es en teoría un juego simple, como lo ilustra Kevin Keegan en su famosa afirmación de que su táctica para ganar un partido era "marcar más goles que el rival". Sin embargo, los equipos bien organizados y bien preparados a menudo vencen a equipos con jugadores supuestamente más habilidosos. Los manuales y libros de entrenamiento generalmente cubren no solo las habilidades individuales sino también las tácticas. Algunas de las tácticas incluyen el uso de una formación 4-4-2 (lo que significa 4 defensores, 4 mediocampistas y 2 delanteros) que a menudo se considera la formación estándar, una formación de 5-4-1 que es más defensiva y un 4-3-3 que permite un juego más ofensivo.

El fútbol es en general (en comparación con otros deportes) un juego de conservación de energía. Esto se debe a las sesiones de juego relativamente prolongadas (2x45 minutos de juego continuo en un partido), el tamaño relativamente grande de la cancha (tamaño estándar 105x68 metros o 7140 metros cuadrados), así como el número limitado de cambios que tiene un equipo en su disposición (3 o 5 cambios de equipo por partido). Por esta razón, las tácticas son una parte importante para aprovechar al máximo los 90 minutos completos de juego (más el tiempo de descuento) en cada juego.

## Principios generales
Lograr abarcar todo el campo y ser profundos en el ataque son los principios de ataque y defensa de la siguiente manera:
- Ancho en ataque: el atacante trata de dividir la defensa extendiendo los puntos de ataque en un frente amplio, en lugar de intentar forzar avances a través de canales estrechos. Esto puede implicar jugar desde las bandas o cambiar rápidamente a carriles abiertos/espacios abiertos al acercarse a la portería. Principalmente usando extremos, a menudo se hacen espacios entre los defensores usando el ancho. Estos huecos se pueden utilizar para pasar el balón a los delanteros.
- Ancho en defensa: El defensor contraataca, tratando de contraer y negar el ancho. Los atacantes son canalizados hacia vías de acceso más estrechas y concurridas.
- Profundidad en el ataque: el atacante usa la profundidad moviendo a los hombres hacia arriba desde la retaguardia, para ello se suele usar un centro delantero como pivot y un 10 para estar siempre presente en la profundidad de la defensa.
- Profundidad en defensa: el defensor también usa la profundidad marcando a los jugadores de apoyo del equipo contrario y reteniendo a un hombre como tapadera para los jugadores más avanzados, a veces en un papel de "líbero". Por lo tanto, el jugador atacante con el balón no tendrá a nadie abierto para un pase. Alternativamente, los defensores pueden abandonar la profundidad temporalmente para establecer una trampa de fuera de juego.
- Equilibrio en defensa: La defensa intenta una cobertura equilibrada del espacio vulnerable. Los defensores no se agrupan simplemente en el lado derecho, por ejemplo, solo porque la pelota esté allí en ese momento.

## Tácticas de defensa[4][3]

Defensa de 5 jugadores

- Defensa de 5 jugadoresLínea de cuatro o línea de cinco: Uno de los aspectos tácticos más cruciales en defensa es la elección entre una línea de cuatro defensores o una línea de cinco defensores. La línea de cuatro proporciona mayor estabilidad en el mediocampo, mientras que la línea de cinco brinda una defensa más sólida, pero a menudo sacrifica el apoyo en el ataque. La elección depende de la estrategia y el estilo de juego del equipo.
- Presión alta y presión baja: La presión alta implica que el equipo defensor avance hacia el campo rival para dificultar la construcción de juego del equipo contrario desde atrás. La presión baja, por otro lado, se concentra en defender en las zonas cercanas a la propia portería. La elección entre ambas depende de factores como la calidad de los delanteros y la habilidad de los defensores.
- Marcaje al Hombre y marcaje en zona: El marcaje al hombre implica que cada defensor se encargue de marcar a un jugador específico del equipo contrario en todo momento. El marcaje zonal se basa en defender áreas del campo en lugar de jugadores individuales. Ambos enfoques tienen ventajas y desventajas, y la elección depende de la estrategia del equipo.
- Salida desde atrás: Una táctica común en la defensa es la salida desde atrás, que involucra a los defensores en la construcción de juego desde la portería. Esto requiere habilidades técnicas y visión de juego por parte de los defensores y es fundamental para mantener la posesión del balón y avanzar en el campo de manera controlada.
- Defensa adelantada, forzar fuera de juego: La defensa adelantada busca mantener una línea defensiva alta para atrapar a los delanteros rivales en posición de fuera de juego. Esto requiere una coordinación precisa y una lectura cuidadosa del juego para evitar que los delanteros contrarios queden en posición favorable para anotar.
- Basculaciones: Las basculaciones son movimientos coordinados de los jugadores defensivos para cubrir el espacio y los jugadores en el campo. Esto se hace para evitar que el equipo contrario encuentre espacios libres y ocasiones de gol. Las basculaciones son fundamentales para mantener una defensa sólida.

## Tácticas de ataque
- Pase y movimiento : esta es la táctica de equipo más básica: tan pronto como el jugador tiene el balón en posesión, debe ser rápido para decidir si pasarlo o no. Si no lo pasan de inmediato, deben moverse con él; si lo pasan, nuevamente deben moverse, siguiendo el movimiento general de la pelota. Esto también se puede usar para significar que una vez que un jugador ha pasado la pelota, no permanece inmóvil sino que se mueve a una posición en la que puede recibir la pelota nuevamente y dar más opciones al jugador en posesión.
- Recibir y pasar (o combinación de pases): esta es una táctica básica que es esencialmente la misma que 'pasar y mover', y es una parte esencial del estilo de juego del delantero centro o del 10. El jugador en posesión de la pelota da un pase a un compañero y luego inmediatamente busca moverse al espacio. Si el jugador que pasó el balón puede 'perder' su marcador defensivo (ya sea por velocidad, movimiento, condición física superior o falta de conciencia por parte del defensor), entonces podría estar libre para recibir un pase de regreso y avanzar hacia y posiblemente amenazar el gol. Cuando el jugador receptor juega la pelota inmediatamente de regreso al primer jugador, esto se conoce como 'Uno-Dos' (en lenguaje británico)
- Cambio de banda: usar un pase 'cruzado' a lo largo de todo el ancho del campo a un jugador con mucho espacio es una forma muy efectiva de aliviar la presión y construir un nuevo ataque. El equipo defensor deberá ajustar sus posiciones y esto generalmente crea espacios que pueden ser aprovechados. En este ejemplo, el defensa se ha movido fuera de su posición habitual, dejando más espacio para el jugador contrario. Al jugar el balón hacia el otro lado (la línea curva representa un pase aéreo en la imagen), el receptor del pase se encuentra en un espacio que puede aprovechar en ataque o pivotando un nuevo pase.
- Pase filtrado: Usar el espacio detrás de la línea defensiva del oponente: Los pases a esta área tienen una serie de ventajas: Si un jugador atacante alcanza el pase, teniendo cuidado de evitar el fuera de juego , puede obtener un 1 contra 1 con el portero, o estar en una excelente posición para un ataque lateral. Incluso si un defensor llega primero al pase, el resultado podría ser bueno para el equipo atacante. El defensor se enfrentará a su propia portería, lo que podría inducirlo a cometer un saque de esquina o un saque de banda, realizar un pase arriesgado al portero de su equipo o ser presionado fuertemente cerca del banderín de esquina. Por lo general, los equipos con atacantes más rápidos que los defensores del oponente intentarán desafiar este espacio, mientras que el equipo defensor en estos casos querrá mantener a sus defensores bajos cuando defiende para dar el menor espacio.
- Pase vertical a profundidad: Este es un pase largo, y generalmente alto, desde la propia mitad de un equipo, por encima de las cabezas de la defensa del otro equipo. Está pensado para que los jugadores atacantes persigan y es importante que permanezcan en posición de onside hasta que se patea el balón. La táctica funciona mejor con delanteros fuertes y rápidos que tendrán buenas posibilidades de recuperar el balón, controlarlo y, finalmente, conseguir un tiro a puerta. En el diagrama, la pelota (línea roja) se juega frente al delantero más lejano, la línea azul punteada muestra su carrera. En este ejemplo, uno de los defensores (equipo negro) recogería un pase en profundidad por el suelo porque la distancia entre los dos defensores centrales es demasiado pequeña.

## Transiciones entre ataque y defensa[5]
- Contraataques rápidos: Las transiciones son momentos cruciales en el fútbol, ya que el equipo debe cambiar rápidamente de modo defensivo a ofensivo o viceversa. Los contraataques rápidos implican aprovechar la desorganización defensiva del equipo contrario para crear oportunidades de gol.
- Repliegue y reorganización defensiva: Cuando el equipo pierde la posesión del balón, es esencial que los jugadores se replieguen y se reorganicen defensivamente. Esto implica recuperar las posiciones adecuadas para evitar que el equipo contrario lance un contraataque efectivo.
- Cambios de ritmo en el juego: Cambiar el ritmo del juego de manera estratégica es una táctica poderosa. Esto puede incluir ralentizar el juego para mantener la posesión o acelerar para sorprender a la defensa contraria.

## Tácticas en balón parado
- Saques de esquina. Los saques de esquina ofrecen oportunidades de gol desde posiciones estratégicas. Los equipos deben ejecutar tácticas específicas, como movimientos de bloqueo o desmarques, para crear ocasiones de gol a partir de saques de esquina.
- Tiros libres directos e indirectos. Los tiros libres son una oportunidad para anotar desde una posición estática. Los equipos deben planificar tácticas para superar la barrera defensiva y sorprender al portero.
- Penaltis. La ejecución de penaltis no solo se trata de técnica, sino también de estrategia y psicología. Los jugadores deben mantener la calma y elegir un lugar preciso para el disparo.